# Catocala utahensis
Catocala utahensis là một loài bướm đêm trong họ Erebidae.